# Rachel de Queiroz

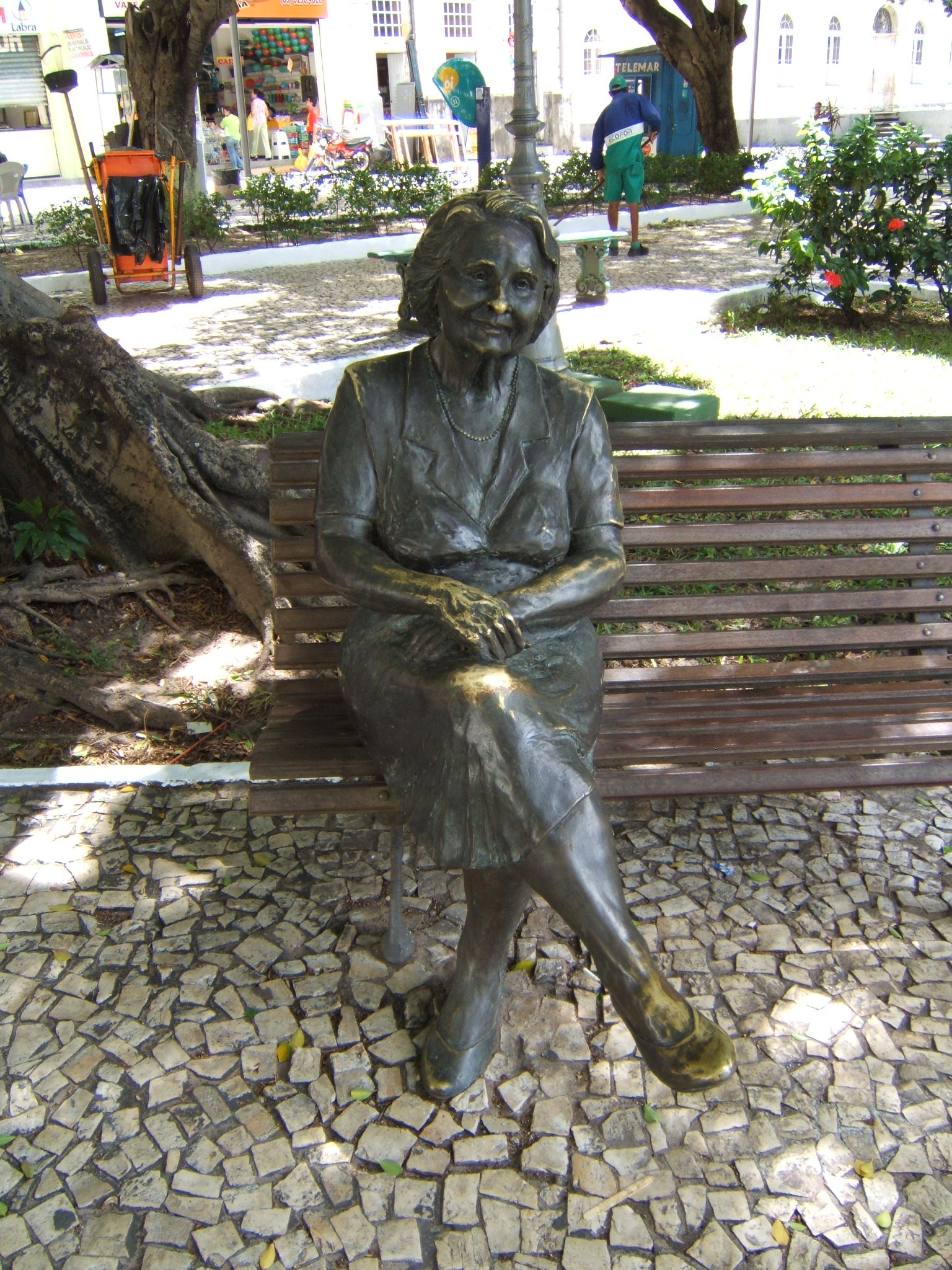
Estatua de Rachel de Queiroz, en Fortaleza, capital de Ceará.

Rachel de Queiroz (Fortaleza, 17 de noviembre de 1910 — Río de Janeiro, 4 de noviembre de 2003) fue una traductora, escritora, periodista y dramaturga brasileña. El nombre de la escritora, según las normas ortográficas vigentes, debe ser escrito como Raquel de Queirós. 
Autora destacada de la ficción social nordestina. Fue la primera mujer en ingresar en la Academia Brasileña de Letras. En 1993, fue la primera mujer galardonada con el Premio Camões, el Nobel de la lengua portuguesa. Está considera por muchos como la mayor escritora brasileña.

## Biografía
Rachel era hija de Daniel de Queiroz Lima y de Clotilde Franklin de Queiroz, descendiente por la rama materna de la familia de José de Alencar.
En 1917, su familia escapó de la sequía a Río de Janeiro, después a Belém de Pará, regresando dos años después a Fortaleza. 
En 1925 concluyó el curso normal en el Colegio de la Inmaculada Concepción. Publicó por primera vez en el periódico O Ceará, escribiendo crónicas y poemas de carácter modernista con el seudónimo de Rita de Queluz. En ese mismo año publicó en forma de folletín su primera novela História de um Nome. 
A los veinte años, fue conocida nacionalmente al publicar O Quinze 1930, novela que muestra la lucha del pueblo nordestino contra la sequía y la miseria. Demostrando preocupación con las cuestiones sociales y habilidad en el análisis psicológico de sus personajes, teniendo un papel destacado en el desarrollo de la novela nordestina. 
Ya como escritora consagrada, se trasladó a Río de Janeiro en 1939. Ese mismo año fue galardonada con el Premio Felipe d'Oliveira por el libro As Três Marias. Escribió todavía João Miguel 1932, Caminhos de Pedras 1937 y O Galo de Ouro 1950. 
Publicó Dôra, Doralina en 1975, después publicó Memorial de María Moura 1992, saga de una cangaceira nordestina adaptada a la televisión en 1994. En su juventud tuvo tendencias izquierdistas, siendo encarcelada en 1937, en Fortaleza, acusada de ser comunista. Ejemplares de sus novelas fueron quemados, en apoyo a la dictadura militar que se instauró en Brasil en 1964. Publicó un volumen de memorias en 1998. Murió por problemas cardíacos, en su apartamento, unos días antes de cumplir los 93 años.

## Academia Brasileña de Letras
Su elección, el 4 de noviembre de 1977 para el sillón 5 de la Academia Brasileña de Letras, causó cierta ilusión en las feministas de entonces. Pero la reacción de la escritora al movimiento fue bastante sobria. En una entrevista, en medio del gran furor que su nombramiento causó, declaró: Yo no entré en la ABL por ser mujer. Entré, porque, independientemente de eso, tengo una obra. Tengo amigos queridos aquí dentro. Casi todos mis amigos son hombres, yo no confio mucho en las mujeres. Un verdadero choque anafilático en el movimiento feminista.
Recebida por Adonias Filho, fue la quinta ocupante del sillón que tiene como patrono a Bernardo Guimarães.

## Principales obras
- O quinze, novela (1930).
- João Miguel, novela (1932).
- Caminho de pedras, novela (1937).
- As três Marias, novela (1939).

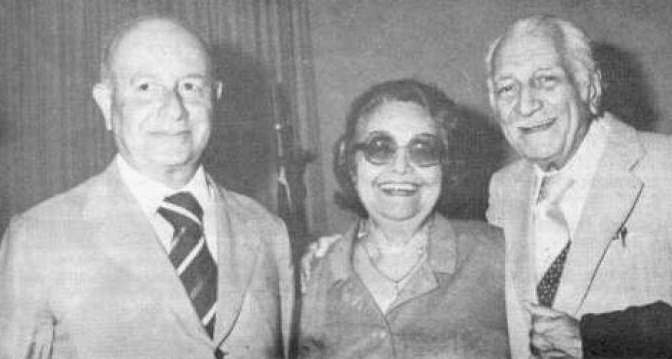
Rachel de Queiroz con sus amigos Adonias Filho (izquierda), y Gilberto Freyre (derecha).

- A donzela e a moura torta, crónicas (1948).
- O galo de ouro, novela (folletines en la revista O Cruzeiro, 1950).
- Lampião, teatro (1953).
- A beata Maria do Egito, teatro (1958).
- Cem crônicas escolhidas, (1958).
- O brasileiro perplexo, crónicas (1964).
- O caçador de tatu, crónicas (1967).
- O menino mágico, infantil-juvenil (1969).
- Dôra, Doralina, novela (1975).
- As menininhas e outras crônicas, (1976).
- O jogador de sinuca e mais historinhas, (1980).
- Cafute e Pena-de-Prata, infantil-juvenil (1986).
- Memorial de María Moura, novela (1992).
- Teatro, teatro (1995).
- Nosso Ceará, relato, (1997) (con la hermana Maria Luiza de Queiroz Salek).
- Tantos Anos, autobiografía (1998) (con la hermana Maria Luiza de Queiroz Salek).
- Não me deixes: suas historias e sua cozinha, memorias gastronómicas (2000) (con María Luiza de Queiroz Salek).

## Obras reunidas de ficción
- Três romances (1948).
- Quatro romances (1960).
- Seleta, selección de Paulo Rónai; notas y estudios de Renato Cordeiro Gomes (1973).

Su biografía fue narrada en el libro No Alpendre com Rachel, escrito por José Luís Lira, editado por la Academia Brasileña de Letras el 10 de julio de 2003, pocos meses antes del fallecimiento de la escritora.

## Premios otorgados (los principales)
- Premio Fundación Graça Aranha para O quinze, 1930.
- Premio Sociedad Felipe d'Oliveira para As Três Marias, 1939.
- Prêmio Saci, del Estado de São Paulo, para Lampião, 1954.
- Premio Machado de Assis, de la Academia Brasileña de Letras, por el conjunto de su obra, 1957.
- Premio Teatro, del Instituto Nacional do Livro, y Premio Roberto Gomes, de la Secretaria de Educação do Rio de Janeiro, para A beata Maria do Egito, 1959.
- Premio Jabuti de Literatura Infantil, de la Câmara Brasileira do Livro, São Paulo, para O menino mágico, 1969.
- Premio Nacional de Literatura de Brasília para el conjunto de su obra en 1980.
- Título de doctor honoris causa por la Universidad Federal de Ceará, 1981.
- Medalla Marechal Mascarenhas de Morais, en acto solemne realizado en el Clube Militar, 1983.
- Medalla Rio Branco, del Itamarati, 1985.
- Medalla del Mérito Militar en el grado de Grande Comendador, 1986.
- Medalla de la Inconfidência do Governo de Minas Gerais, 1989.
- Premio Camões, el mayor de la Lengua Portuguesa, 1993, siendo la primera mujer en recibirlo.
- Título de doctor honoris causa por la Universidad Estadual de Ceará - UECE, 1993.
- Título de doctor honoris causa por la Universidad Estadual Vale do Acaraú, de Sobral, 1995.
- Premio Moinho Santista de Literatura, 1996.
- Título doctor honoris causa de la Universidad Estadual de Río de Janeiro, 2000.
- Medalla Boticário Ferreira, del pleno del Ayuntamiento de Fortaleza, 2001.
- Trofeo de la Ciudad de Camocim el 20 de julio de 2001 - Academia Camocinense de Letras y Prefeitura Municipal de Camocim.